# Christopher Fosh
 (décembre 2011).
Christopher Fosh est un acteur britannique né le 19 mai 1965 en Angleterre (Royaume-Uni).

## Biographie
Christopher Fosh a servi pendant 22 ans dans l'armée britannique, une expérience qui a grandement influencé sa carrière d'acteur. Il a notamment utilisé ses compétences militaires pour incarner des rôles de criminels, de policiers ou de soldats avec une grande authenticité. Son physique imposant et son regard intense lui ont permis de se spécialiser dans des rôles de « bad guys » au cinéma.
Il réside à Londres et est membre de l'Actors Equity Association et de Spotlight.

## Carrière
Fosh a commencé sa carrière d'acteur au début des années 2000, apparaissant dans des films britanniques et internationaux. Il a également travaillé comme conseiller technique pour des productions nécessitant une expertise militaire

## Filmographie
- 2000 : Snatch : Tu braques ou tu raques (Snatch) : Bricktop's Henchman
- 2005 : Messiah: The Harrowing (TV) : Doorman
- 2005 : Kinky Boots : Franko - Catwalk Organiser
- 2005 : V pour vendetta (V for Vendetta) : V Follower
- 2006 : Da Vinci Code (The Da Vinci Code) : Armed Responce Police Officer
- 2006 : X-Men : L'Affrontement final (X-Men: The Last Stand) : Husband at BBQ
- 2006 : Stormbreaker : Freddie (Workman)
- 2006 : Penelope

### Autres activités
En plus de son travail d'acteur, Fosh a été conseiller technique pour des productions telles que Spooks (MI-5) et Ultimate Force, apportant son expertise militaire pour assurer l'authenticité des scènes. Il a également travaillé comme doublure et figurant dans des productions majeures comme The Dark Knight et Edge of Tomorrow.